# Zgon
Zgon (deutsch Sgonn, 1938–1945 Hirschen) ist ein Dorf und Sołectwo in der Gmina Piecki im Powiat Mrągowski. Es liegt in der Woiwodschaft Ermland-Masuren im Nordosten Polens.

## Lage
Zgon liegt im masurischen Seengebiet auf dem Baltischen Landrücken. Die Landschaft ist durch den fennoskandischen Eisschild gestaltet worden und ist eine postglaziale, hügelige, bewaldete Grundmoräne mit vielen Rinnenseen und Flüssen. Charakteristisch für die Landschaft in dieser Region sind zahlreiche Seen, Sümpfe, Teiche sowie Nadel- und Mischwälder. Das Dorf liegt inmitten der Johannisburger Heide am südlichen Ufer des Muckersees (polnisch Jezioro Mokre). Das Dorf liegt an der Landesstraße 58, die von Olsztynek (Hohenstein) über Szczytno (Ortelsburg) nach Pisz (Johannisburg) und weiter bis Szczuczyn führt. Die Entfernung von Zgon nach Mrągowo beträgt 27 km, nach Piecki 14 km, nach Ruciane-Nida 12 km und nach Ukta 11 km.

## Geschichte
Ursprünglich war diese preußische Landschaft von den heidnischen Prußen (Galinden) bewohnt. Nach der Christianisierung durch den Deutschen Orden gehörte es dem Deutschordensstaat und nach 1525 zum Herzogtum Preußen. Sgonn wurde im Jahr 1708 als Schatullendorf im Königreich Preußen (Provinz Ostpreußen) gegründet. Nach dem Wiener Kongress entstand zum 1. September 1818 der Kreis Sensburg im Regierungsbezirk Gumbinnen in der Provinz Preußen. Im April 1874 wurde der Amtsbezirk Cruttinnen Nr. 21 mit der Landgemeinde Sgonn gebildet.
Aufgrund der Bestimmungen des Versailler Vertrags stimmte die Bevölkerung im Abstimmungsgebiet Allenstein, zu dem Sgonn gehörte, am 11. Juli 1920 über die weitere staatliche Zugehörigkeit zu Ostpreußen (und damit zu Deutschland) oder den Anschluss an Polen ab. In Sgonn stimmten 260 Einwohner für den Verbleib bei Ostpreußen, auf Polen entfielen keine Stimmen.
Im Jahr 1938 wurde Amtsbezirk Cruttinnen in Amtsbezirk Kruttinnen umbenannt. Zum 16. Juli 1938 erfolgte die Änderung des Dorfnamens von Sgonn in Hirschen.
Während der Ostpreußischen Operation wurde Hirschen Ende Januar 1945 von der Roten Armee eingenommen und der sowjetischen Kommandantur unterstellt. Nach Kriegsende kam Hirschen zu Polen und heißt seither Zgon. In den Jahren 1975–1978 lag Zgon in der Woiwodschaft Olsztyn und seit 1999 gehört es der Woiwodschaft Ermland-Masuren an.

## Einwohnerentwicklung

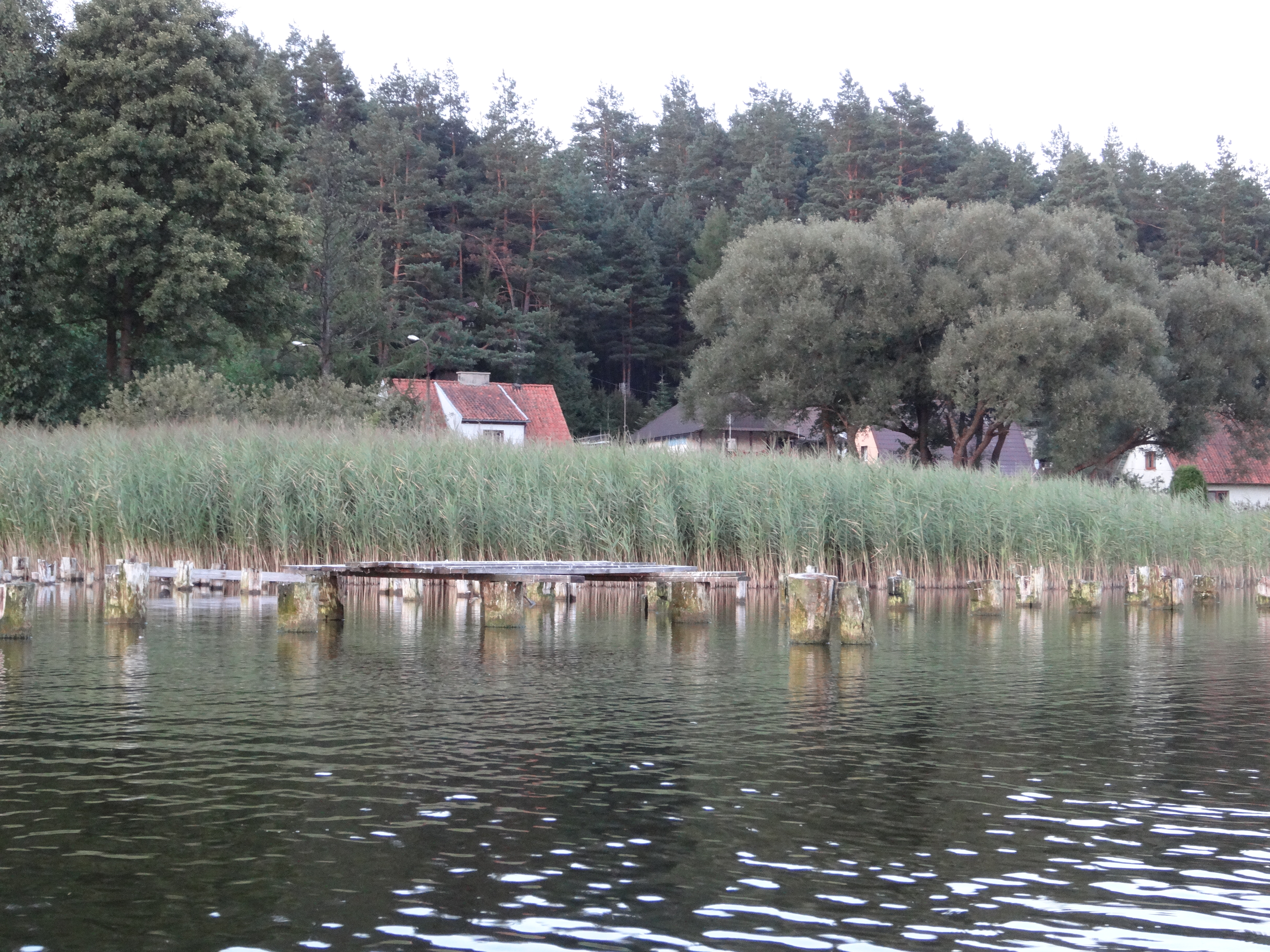
Zgon am Jezioro Mokre

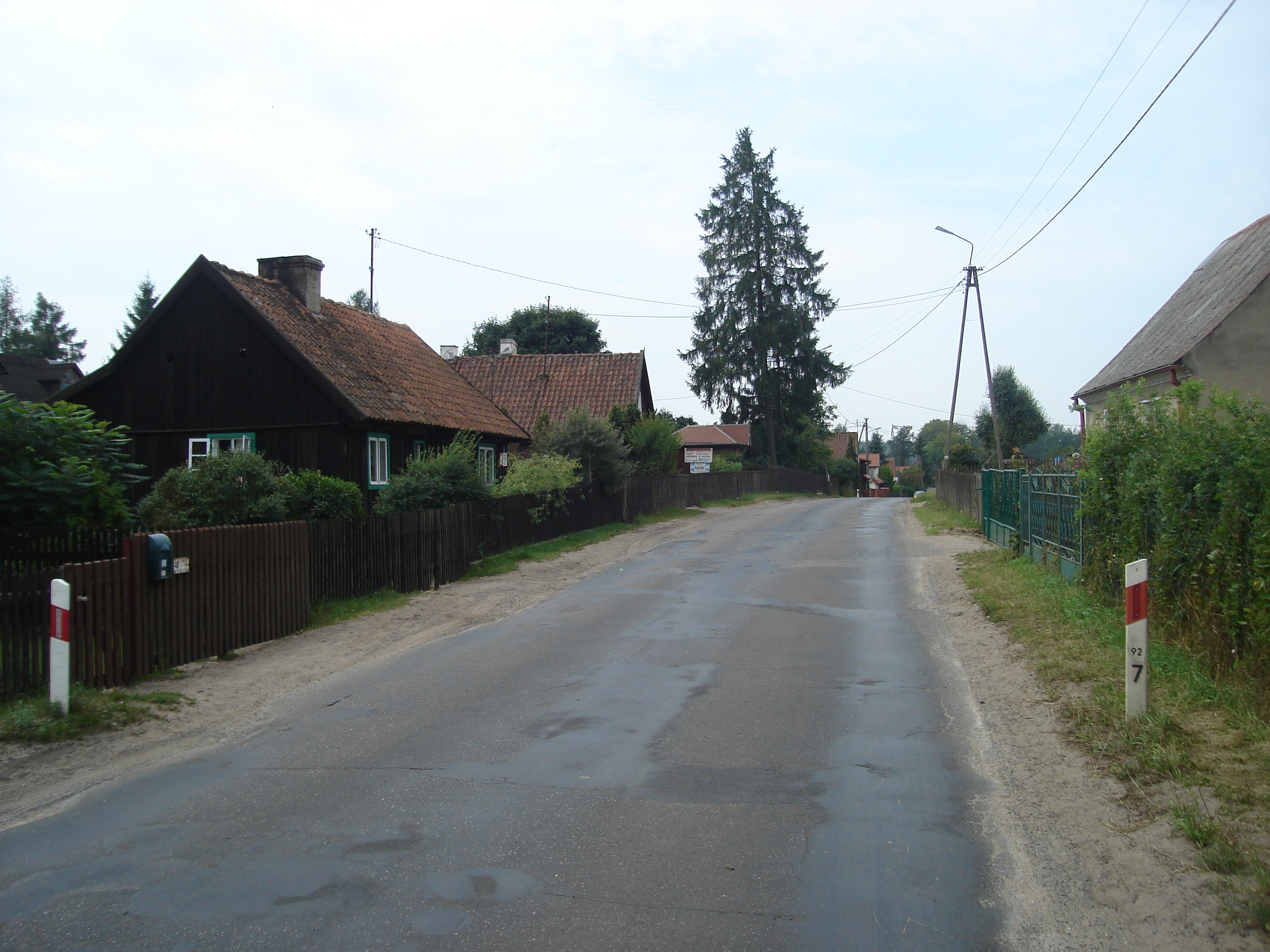
Dorfstraße in Zgon

- 1845: 045
- 1867: 216
- 1905: 346
- 1910: 369
- 1933: 382
- 1939: 372
- 2011: 137[4]

## Kirche
Bis 1945 war Sgonn in die evangelische Kirche Alt Ukta in der Kirchenprovinz Ostpreußen der Kirche der Altpreußischen Union sowie in die katholische St.-Adalbert-Kirche in Sensburg im Bistum Ermland eingepfarrt. Heute orientieren sich die evangelischen Einwohner von Zgon ebenfalls nach Ukta, das ein Filialdorf der Pfarrei Mikołajki (Nikolaiken) in der Diözese Masuren der Evangelisch-Augsburgischen Kirche in Polen ist, während die Katholiken sich zur Kirche in Nawiady (Aweyden) im Erzbistum Ermland in der polnischen katholischen Kirche halten.

## Persönlichkeiten
- Max Pruss (* 13. September 1891 in Sgonn; † 28. November 1960 in Frankfurt am Main), deutscher Luftschiffer
- Johannes Sayk (* 28. September 1923 in Sgonn; † 4. Dezember 2005 in Rostock), deutscher Neurologe
- Igor Newerly (1903–1987), polnischer Schriftsteller; wohnte und schrieb Bücher in Zgon